# Draco norvillii
Espèce
Draco norvillii est une espèce de sauriens de la famille des Agamidae.

## Répartition
Cette espèce est endémique d'Inde. Elle se rencontre en Assam et en Arunachal Pradesh.

## Étymologie
Cette espèce est nommée en l'honneur de F. H. Norvill qui a collecté les spécimens types.

## Publication originale
- Alcock, 1895 : On a new species of Flying Lizard from Assam. Journal and Proceedings of the Asiatic Society of Bengal, vol. 64, p. 14-15.